# 皇家都柏林高爾夫俱樂部

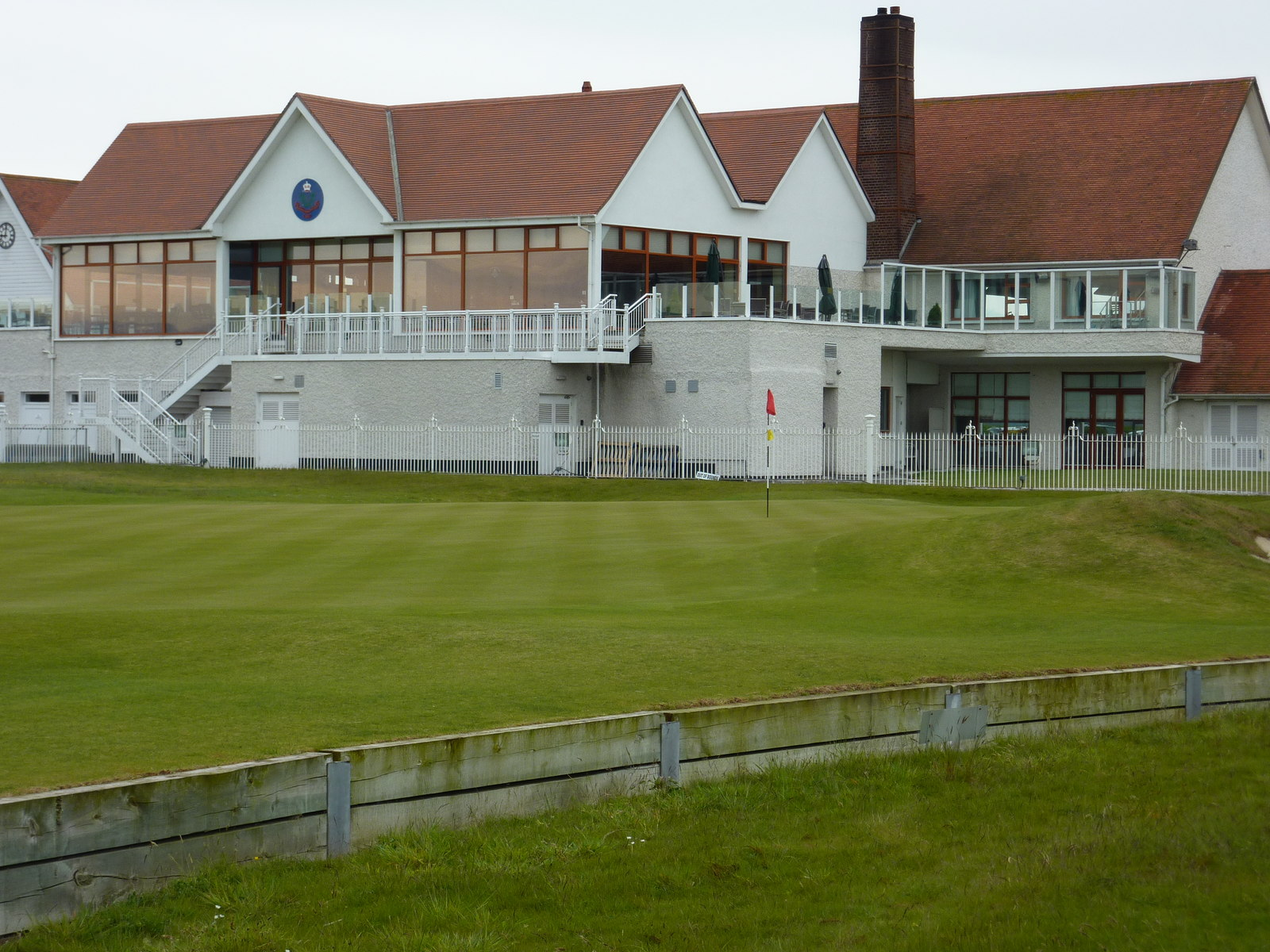
皇家都柏林高爾夫俱樂部的會所

皇家都柏林高爾夫俱樂部（英語：The Royal Dublin Golf Club）創立於1885年，是愛爾蘭歷史第二古老的高爾夫俱樂部。這座高爾夫俱樂部是一個18洞林克思高爾夫俱樂部，位於愛爾蘭都柏林。

## 外部連結
- Official site （页面存档备份，存于）
- 维基共享资源上的相關多媒體資源：皇家都柏林高爾夫俱樂部